# Мурахолюб жовточеревий
Мурахолю́б жовточеревий (Euchrepomis humeralis) — вид горобцеподібних птахів родини сорокушових (Thamnophilidae). Мешкає в Амазонії.

## Поширення і екологія
Жовточереві мурахолюби мешкають на сході Еквадору і Перу (на південь від Напо), на південному заході Бразильської Амазонії (на півдні штату Амазонас, на схід до верхів'їв річок Журуа, Пурус і Мадейра в північній Рондонії) та на північному заході Болівії (Пандо, північ Ла-Пасу). Вони живуть в кронах вологих рівнинних тропічних лісів. Зустрічаються переважно на висоті до 650 м над рівнем моря.